# Calibri Calibro
Calibri Calibro (Geburtsname: Abdoulaye Thiam) ist ein kamerunischer Aktivist und Anführer der Brigade anti-sardinards (BAS). Er konfrontierte unter anderem Präsident Emmanuel Macron beim Salon international de l’agriculture in Bezug auf das Massaker von Ngarbuh (Massacre de Ngarbuh 2020). welches der Regierung von Paul Biyah in Kamerun zugeschrieben wird.

## Leben

### Jugend und Ausbildung
Calibri Calibro wurde im Hôpital Laquintinie in Douala geboren und wuchs in New Bell, einem Arbeiterviertel von Douala auf. Er ist eines von fünf Kindern von Thiam, einem franco-senegalesischem Immigranten der sich in ländlichem Gebiet niederließ, nachdem er die Schrecken des Guerre du Cameroun (Dekolonialisierungskrieg 1955–1971) erlebt hatte. Seine Mutter gehört zum Stamm der Mbo und stammt aus der Ortschaft NLohé, im Gebiet von Mungo, am Fuße des Mont Koupé, in der Region Littoral.
In der Folge seiner Konfrontation von Präsident Emmanuel Macron stellten verschiedene Personen (unter anderem Pierre Mila Assouté, Jean de Dieu Momo, Grégoire Owona, Marlène Emvoutou, welche mit Sibeth Ndiaye die Geschehnisse als Intrige ansieht) die Nationalität und Affiliation in Frage.
Andere, wie Jean-Pierre Bekolo maßen dem weniger Bedeutung bei. Bekolo schrieb: „Wenn es sein senegalesisches Blut ist, das ihm diesen Mut und diese Inspiration gegeben hat, brauchen wir mehr Senegalesen in Kamerun.“

### Exil in Frankreich
2016 ging er ins Exil Richtung Europa. Er kam in Frankreich an, nachdem er das Mittelmeer überquert hatte, eine Migration, von der er in einer Sendung von STV International erzählt.
Tomas Statius (bei Mediapart) schreibt: „Die DGSI intervenierte, um den Asyl-Status zu verhindern, mit der Begründung, dass dies ‚den diplomatischen Interessen Frankreichs schaden‘ könnte.“

## Politischer Aktivismus

### Aktionen mit der BAS

#### Plünderung der kamerunischen Botschaft in Paris
Calibro Calibro, Waffo Wanto und Azonsop Tchetchago Nelson mussten sich 2020 wegen einer 'Plünderung der kamerunischen Botschaft in Paris verantworten.

#### Manifestations à Lyon
Als Präsident Biya vom 8. bis 12. Oktober 2019 in Lyon an der sechsten Konferenz zum Wiederaufbau der Mittel des globalen Fonds zur Bekämpfung von AIDS, Tuberkulose und Malaria (Conférence de reconstruction des ressources du fonds mondial de lutte contre le sida, la tuberculose et le paludisme) teilnahm, wurde er von den Partisanen der BAS in Empfang genommen und ausgebuht. Calibri Calibro verkündete: „Ich bin dem Tod entkommen und mein Kampf wird weitergehen.“

### Ansprache und Gespräch mit Macron beim Salon de l’agriculture
Die Aktion, die ihm die größte Popularität einbrachte, ereignete sich am Samstag, den 22. Februar 2020, auf der Pariser Landwirtschaftsausstellung (Salon de l’Agriculture). Calibri Calibro rief Emmanuel Macron beim Namen und dieser entschied, ihn anzuhören. Protokoll und Sicherheit wurden gestört und Calibro führte seinen Standpunkt gegenüber Emmanuel Macron mit einer Erinnerung an das jüngste Ereignis des Ngarbuh-Massakers aus. Am Ende des Gesprächs bat Macron einen Mitarbeiter, die Liste der Namen der freizulassenden Personen aufzuschreiben, die Calibro Franck Paris (seinem diplomatischen Berater für afrikanische Angelegenheiten) zur Verfügung stellen wird, um ein Telefongespräch mit Paul Biya Ende Februar vorzubereiten.
Macron verkündete: „Ich habe Präsident Biya gesagt: 'Ich möchte nicht, dass man Sie in Lyon sieht, bis Maurice Kamto freigelassen wird.' Und er wurde freigelassen, weil wir Druck auf ihn ausgeübt haben“ Paul Biya erschien tatsächlich am 8. Oktober 2019 auf einer Konferenz in Lyon, drei Tage nach der Freilassung von Maurice Kamto am 4. Oktober 2019.

#### Folgen und Reaktionen in Yaoundé
Am 24. und 25. Februar fanden vor der Botschaft von Yaoundé in Kamerun 31 Demonstrationen gegen Emmanuel Macron statt. Journalisten und Kommentatoren gaben an, dass sie von den kamerunischen Behörden autorisiert und gefördert würden.

### Unterbrechung eines Gottesdienstes im Beisein von Ministerin Ketcha-Courtes
Am Sonntag, den 11. Oktober 2020, stürmten Calibri Calibro und seine Gefährten in eine katholische Kirche in Frankreich und skandierten feindselige Bemerkungen gegenüber dem Pfarrer von Paul Biya: „Sie haben den Teufel im Haus, Pfarrer. Diese Familie tötet Menschen, diese Familie besteht aus Mördern. Diese Familie vergießt das Blut von Kamerunern“ («Vous avez le diable dans la maison monsieur le curé. Cette famille tue les gens, cette famille c’est des assassins. Cette famille verse le sang des Camerounais»).
Der Priester unterbrach den Gottesdienst und die Räumlichkeiten wurden geräumt.

### Vertreibung von Brenda Biya aus einem Hotel in Paris
Nachdem Calibri Calibro für die BAS und die „Bobi Tanap“ (Stehbrüste) erfahren hatten, dass Brenda Biya im Hotel Plazza Athénée in Paris übernachtet, stellten sie am 14. Oktober 2020 den Verantwortlichen dieses Hotels ein Ultimatum zur Ausweisung. Brenda Biya verließ das Hotel am nächsten Tag. Die Aktion rief vielfältige Zustimmungen, Kritiken und Missbilligungen hervor.